# Chloropseustes guyanensis
Chloropseustes guyanensis är en insektsart som beskrevs av Marius Descamps och Christiane Amédégnato 1970. Chloropseustes guyanensis ingår i släktet Chloropseustes och familjen gräshoppor. Inga underarter finns listade i Catalogue of Life.